# Glavina Donja
Glavina Donja – wieś w Chorwacji, w żupanii splicko-dalmatyńskiej, w mieście Imotski. W 2011 roku liczyła 1748 mieszkańców.